# Чиланзарский район
Чиланзарский район (узб. Chilonzor tumani / Чилонзор тумани) — административно-территориальная единица города Ташкента. Расположен в юго-западной части столицы. Современная площадь — 2994 гектаров (2009), население — 217,5 тысяч человек.

## История
Чиланзарский район города Ташкента был создан 4 января 1963 года. Район был полностью отстроен после Ташкентского землетрясения 1966 года. Этимология названия района скорее всего связана с растением Чилон джида, заросли которого некогда занимали все пустоши к юго-западу от средневекового Ташкента. Буквально Чилонзор означает «место, где растет чилон», от чилон + суф. «-зор», образующий существительные со значением места.

## Расположение и границы
На севере Чиланзарский район граничит с Шайхантахурским районом, на востоке с Яккасарайским районом, на юго-востоке с Сергелийским районом, на юго-западе с Зангиатинским районом Ташкентской области, на западе с Учтепинским районом.
Граница с Шайхантахурским районом проходит по проспекту Ислама Каримова, проспекту Бунёдкор, улице Сеульской и улице Гульхани.
Граница с Яккасарайским районом проходит по каналу Бурджар.
Граница с Сергелийским районом проходит вдоль Среднеазиатской железной дороги.
Граница с Зангиатинским районом Ташкентской области проходит по Ташкентской кольцевой автомобильной дороге.
Граница с Учтепинским районом проходит по улице Кичик Халка Йули (Малая кольцевая автодорога), улице Заргарлик, улице Катта Каъни и улице Гулистан

## Физическая география
По территории района протекают водные каналы Бурджар, Актепа, Анхор, Новза, Чапаната, Ботирма, Катга-каъни. Площадь озеленения района составляет 1334 гектаров (45 % территории).

## Транспорт
В Чиланзарском районе 258 улиц, основными из которых являются проспект Бунёдкор, улица Мукимий, улица Чапаната, улица Гавхар, улица Чиланзарская, Кичик Халка Йули (Малая кольцевая автодорога), улица Лутфий, улица Катартал.
На территории района расположены один из выходов станции метро Чиланзарской линии Дружба Народов, станции метро Чиланзарской линии Миллий бог, Новза, Мирзо Улугбек, Чиланзар, Олмазор.

## Жилищный фонд
В состав района входят кварталы Ц, Е, М, 1-10, 16-20, 20а массива Чиланзар, 49 махаллей.

## Предприятия и организации
На территории Чиланзарского района действуют 4172 организаций и предприятий, микрофирм и совместных предприятий, 42 промышленных предприятия, такие как завод «Алгоритм», СП «Совпластитал», крупнейшие торговые комплексы Ташкента и многие другие.

## Образование и культура
На территории района находятся Ташкентский государственный экономический университет, Филиал Российского экономического университета им. Плеханова, Сингапурский Институт Развития Менеджмента в Ташкенте, научно-исследовательские институты и конструкторские бюро, Театр музыкальной драмы и комедии им. Мукими, Государственный театр музыкальной комедии (оперетты), Дворец искусств Истиклол, Национальный парк Узбекистана, Парк имени Гафура Гуляма, Ташкентский ипподром.

## Объекты культурного наследия
В Чиланзарском районе находятся археологические памятники V—VIII веков Актепа, Хирмонтепа, Мозортепа, медресе Абулкосим, Хайробод Эшон — мемориальные памятники республиканского значения.
Памятник Юрию Гагарину  на одноимённой улице.

## Дипломатические миссии
- Посольство Египта, ул. Акилова, 10/53
- Посольство Азербайджана, ул. Шарк Тонги, 25